# 鐵達尼號音樂家紀念碑
50°54′37.9″N 1°24′18.8″W / 50.910528°N 1.405222°W
鐵達尼號音樂家紀念碑（英語：Titanic Musicians' Memorial）是一座位於英國南安普敦的一座紀念碑，以紀念1912年4月15日在鐵達尼號沉沒事故災難中喪生的鐵達尼號音樂家們。最初的音樂家紀念碑於1913年4月19日由時任南安普敦市長H·鮑耶（H Bowyer）爵士揭幕，並置放於南安普敦的一座圖書館。然而該圖書館和紀念碑在第二次世界大战中被摧毀。1990年，人們豎立了一座複製品。紀念碑上有一段音樂銘文，這是19世紀撒拉·亚当斯的讚美詩《與主更親近》的開頭，並雕刻了一個哀悼的女人和一個冰山，以及音樂家的名字，其中包括樂隊指揮華萊士·亨利·赫特利和所有罹難的音樂家成員們。

## 歷史

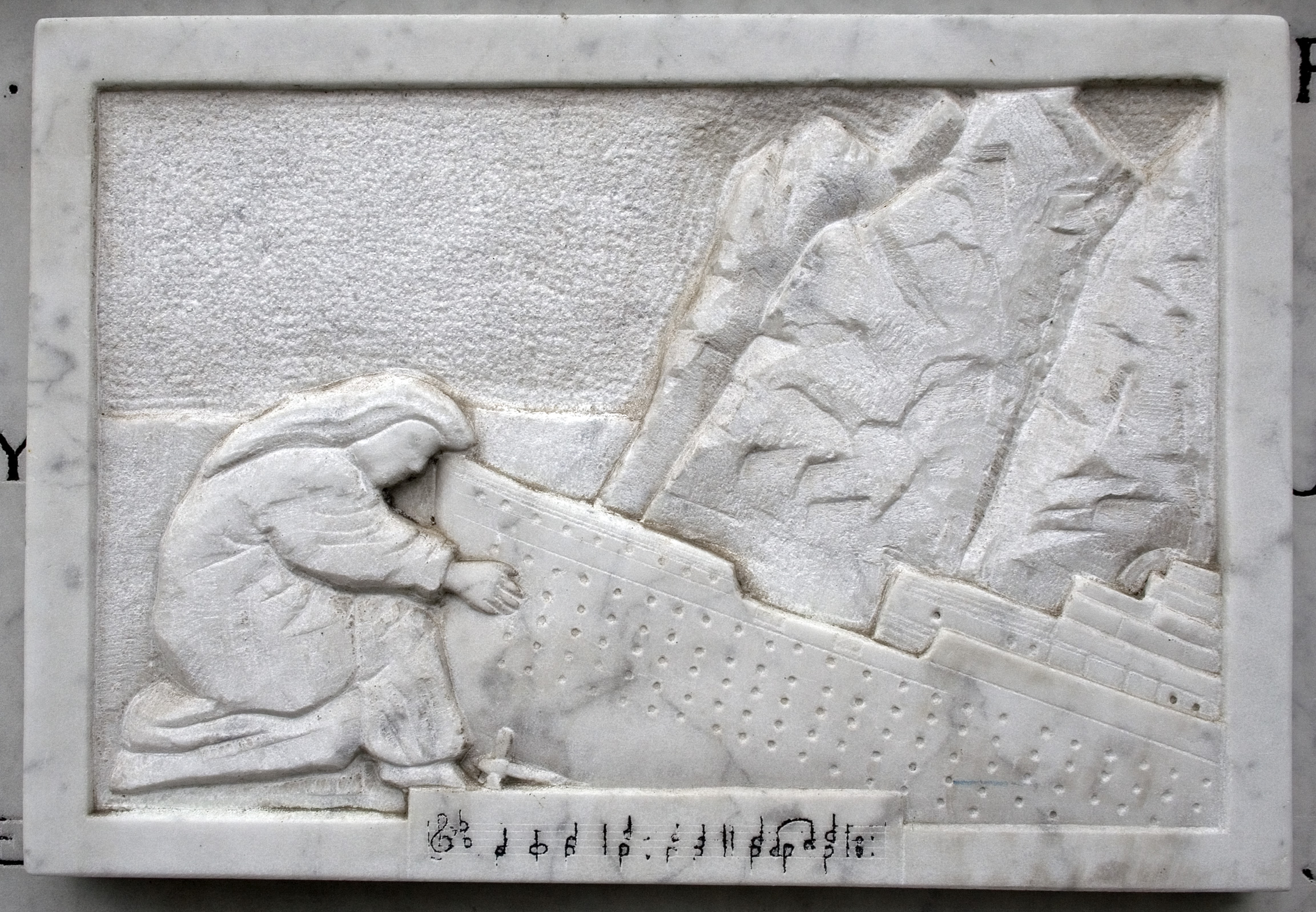
紀念碑中央雕刻的細節

1912年4月15日，當鐵達尼號撞上冰山並開始沉沒後，哈特利和他的同僚樂手在一等休息室集合，開始演奏音樂以安撫乘客。之後他們移動到船頭甲板的前半部分，在船員裝載救生艇時繼續演奏音樂。許多倖存者表示，樂隊一直演奏到最後。銘文《與主更親近》也與鐵達尼號有關，因為據一名乘客指出，當鐵達尼號沉沒時，樂隊們演奏了這首讚美詩。最後全員隨船沉沒。他們皆以其無畏的舉動得到人們的認可。
一位二等舱乘客说道：
那一晚发生了许多勇敢无畏的事情，但没有人比那些随着船只缓缓沉没仍在继续演奏的人们更勇敢。他们演奏的音乐就如自己不朽的安魂曲一样，他们有权名垂青史。
雖然船上樂隊實際演奏的「最後一首歌」是何首歌曲已經並不清楚；但演奏《與主更親近》此曲在至今已獲得普遍觀點的支持。根據一名樂隊前成員聲稱，如果他們也正在一艘下沉的船上，哈特利也表示他會演奏《與主更親近》或《我們的上帝，我們在過去歲月的救助》，因此這座紀念碑是獻給這些罹難音樂家的：包括下列名單：
| 姓名                                                        | 年齡 | 居住地                     | 国籍   | 演奏位置           | 遺體下落 |
| ----------------------------------------------------------- | ---- | -------------------------- | ------ | ------------------ | -------- |
| 威廉·西奧多·羅納德·布萊利 William Theodore Ronald Brailey   | 24歲 | 倫敦                       | 英格兰 | 鋼琴手             |          |
| 羅傑·馬利·貝克斯 Roger Marie Bricoux                        | 20歲 | 涅夫勒省羅亞爾河畔科訥庫爾 | 法兰西 | 大提琴手           |          |
| 約翰·范德瑞克·普雷斯頓·克拉克 John Frederick Preston Clarke | 30歲 | 默西賽德郡利物浦           | 英格兰 | 低音小提琴手       | 202号MB  |
| 華萊士·亨利·赫特利 Wallace Henry Hartley                    | 33歲 | 蘭開夏郡科爾內             | 英格兰 | 樂隊指揮／小提琴手 | 224号MB  |
| 約翰·羅·休姆 John Law Hume                                  | 21歲 | 丹佛里斯-蓋洛威鄧弗里斯    | 苏格兰 | 小提琴手           | 193号MB  |
| 喬治·亞歷山大·克林斯 Georges Alexandre Krins                | 23歲 | 倫敦                       | 比利時 | 小提琴手           |          |
| 波西·科尼利厄斯·泰勒 Percy Cornelius Taylor                 | 32歲 | 倫敦                       | 英格兰 | 大提琴手           |          |
| 約翰·韋斯利·伍德沃德 John Wesley Woodward                   | 32歲 | 牛津郡牛津                 | 英格兰 | 大提琴手           |          |

原來的紀念碑在1940年被德國空軍的轟炸連同圖術館摧毀，因此一座複製的紀念碑於1990年由W. 伍爾斯頓的康沃爾工作室（W. Cornish of Woolston）製造，安裝在同一個位置。該紀念碑由泰坦尼克號的倖存者伊迪絲·海斯曼、米爾維娜·迪恩、伯特倫·維爾·迪恩（Bertram Dean）和伊娃·哈特於1990年3月7日揭幕。當前紀念碑位於南安普敦倫敦路和坎伯蘭廣場的巴黎史密斯律師事務所辦公室的一側。

### 文獻
1. 1 2 3 4  Southampton City Council.  (PDF). oceanworldtravel.com. 2010  [25 May 2011]. （原始内容 (PDF)存档于24 March 2012）.
2. 1 2 3 4  Clarkson, A. . titanic-titanic.com. 2011  [25 May 2011]. （原始内容存档于2017-02-02）.
3. 1 2 3 4  Tipton, Jim. . findagrave.com. 2011  [27 May 2011]. （原始内容存档于2018-11-16）.
4. 1 2 3  BBC h2g2. . bbc.co.uk. 2011  [27 May 2011].
5. ↑  Stringer, Andrew. . pendle.net. 2004  [1 June 2011]. （原始内容存档于2023-10-09）.
6. 1 2 3  All at Sea. . allatsea.co.za. 2010  [1 June 2011]. （原始内容存档于2011-05-27）.
7. 1 2  Titanic-Titanic. . titanic-titanic.com. 2011  [27 May 2011]. （原始内容存档于2008-01-09）.
8. ↑  Bevil, J. Marshall. "And the Band Played On ..." （页面存档备份，存于） Article analyzing which version was likely played at the sinking of the Titanic]
9. ↑  Kopstein, Jack. . worldmilitarybands.com. 2011  [6 June 2011]. （原始内容存档于5 January 2013）.
10. ↑  Passenger 47. . hostmybb.com. 2011  [6 June 2011]. （原始内容存档于10 June 2015）.
11. ↑  Hampshire County Council. . sloughhistoryonline.org.uk. 2011  [25 May 2011]. （原始内容存档于5 October 2011）. by Titanic survivors

### 書目
- Donald Lynch; Ken Marschall; Robert D. Ballard. . Black Walnut/Madison Press. 2010. ISBN 978-1-897330-51-7.
- Steve Turner. . Thomas Nelson Inc. 2011. ISBN 978-1-59555-219-8.

## 外部連結

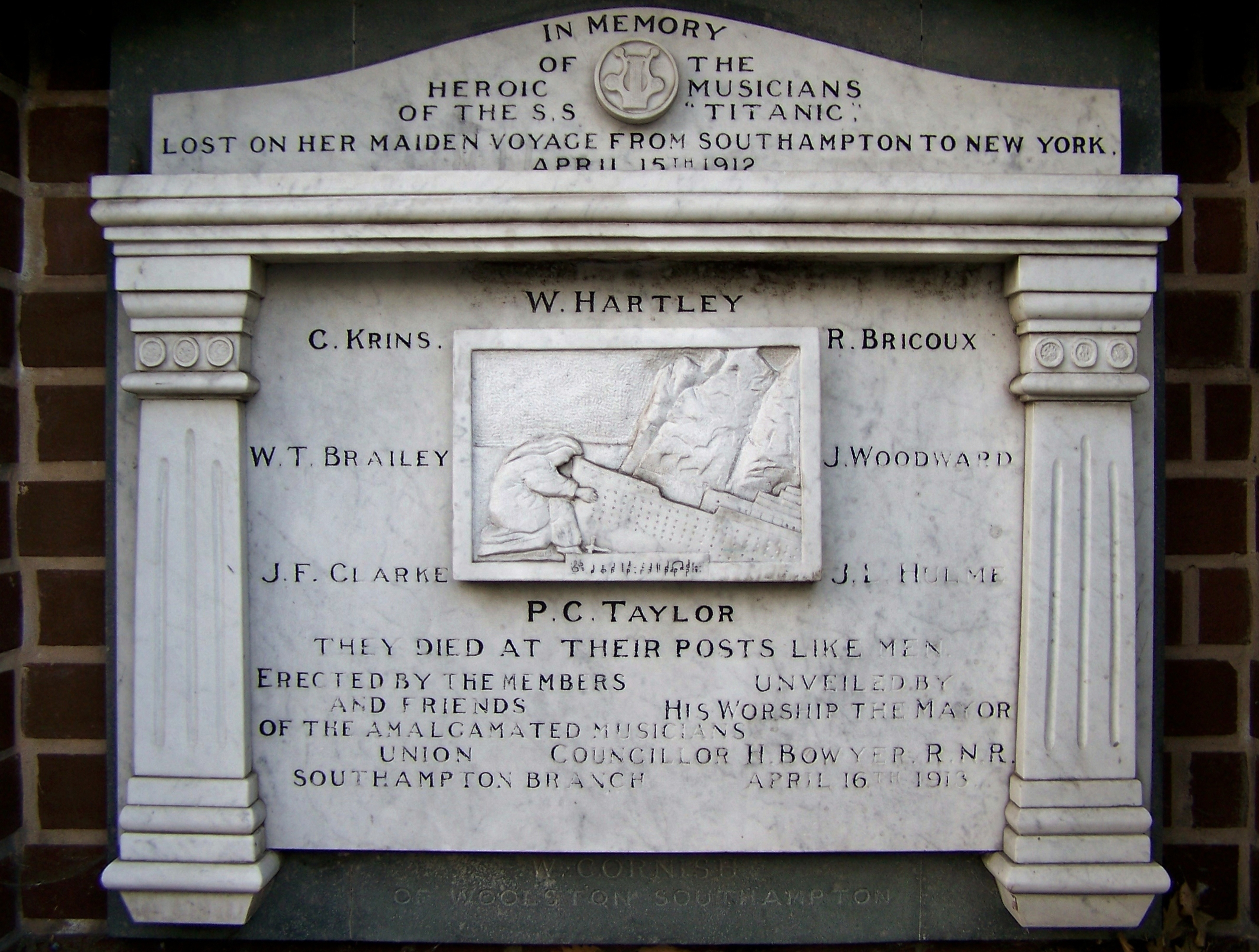
鐵達尼號音樂家紀念碑

- Virtual Tour of Titanic Musicians' Memorial （页面存档备份，存于）
- Maritime.com Titanic Musicians' Memorial, Southampton （页面存档备份，存于）
- Wallace Hartley on Titanic-Titanic.com （页面存档备份，存于）
- BBC Archive: Titanic （页面存档备份，存于）
- Titanic Historical Society （页面存档备份，存于）
- RMS Titanic, Inc （页面存档备份，存于） Corporate information and the official Titanic archive
- Surviving the Titanic （页面存档备份，存于） – slideshow by Life magazine